# Modern Medium Weight Tank
El tanque de peso medio moderno, también conocido como MMWT, es un programa de tanques de colaboración entre el fabricante turco FNSS y el fabricante indonesio PT Pindad. Los nombres para este tanque incluyen Kaplan MT (Turquía), Harimau (Indonesia).

## Historia
Los gobiernos de Indonesia y Turquía acordaron por primera vez en mayo de 2015 desarrollar conjuntamente el MMWT para el ejército indonesio a un costo informado de 30 millones de dólares estadounidenses. Se esperaba que la fase de desarrollo del programa tomara hasta 37 meses, con el primer prototipo construido en Turquía y el segundo en Indonesia. Se acordó compartir la propiedad intelectual del diseño entre los dos gobiernos.
El 1 de noviembre de 2016, durante la exposición Indo Defense de 2016, se dio a conocer el primer modelo del tanque, junto con algunas especificaciones técnicas. En particular, se informó que el peso total de los vehículos era de alrededor de 35 toneladas, y el armamento principal lo proporcionaría una torreta de fabricación belga desarrollada por CMI Defense con un cañón estriado de 105 mm, capaz de disparar una amplia gama de proyectiles.
El 9 de mayo de 2017 en la exposición IDEF 2017, se reveló el primer prototipo del tanque. El tanque puede equiparse con una torreta conceptual Cockerill XC-8 de 105 mm o una torreta modular Cockerill 3105. Además, el tanque utiliza una armadura modular, lo que permite un reemplazo rápido en caso de daño.
El 5 de septiembre de 2018, el gerente general de FNSS le dijo a la Agencia Anadolu de Turquía que el tanque había pasado meses de pruebas de calificación requeridas para el ejército indonesio y estaba listo para la producción en masa. Afirmó que el primer lote de 20 a 25 tanques podría solicitarse a fines de 2018, y que la cantidad total de tanques que se producirán probablemente se situará entre 200 y 400.
El 7 de febrero de 2020, se anunció que había comenzado la producción en masa del MMWT.

## Diseño

### Armamento
El MMWT está equipado con un arma estriada Cockerill CT-CV 105HP (alta presión) de 105 mm fabricada por CMI (Cockerill Maintenance & Ingenierie SA Defense), con el cañón montado en un evacuador de orificio y una camisa térmica. La torreta está equipada con un cargador automático y se puede girar 360 grados tanto electrónica como mecánicamente, con una elevación / depresión máxima de 42 a -6 grados, y está equipada con un estabilizador de giro y un sistema de control de disparo. También está equipado con un sistema IFF, un sistema Hunter Killer para la selección de objetivos y un sistema de bloqueo automático de objetivos para ayudar al artillero.
La pistola ha sido probada con proyectiles TPCSDS-T, HEP-T, HE4 TP2, y también puede disparar proyectiles estándar de la OTAN de 105 mm como:
- M1060CV | Velocidad 1620 m/s con penetración RHA 560 mm desde 2000 m a 60 grados
- M1061 HEAT (Antitanque altamente explosivo) | Velocidad 1173 m/s RHA Penetración> 400 mm desde 1500 m a 60 grados
- M393 A3 HESH (Cabezal de calabaza altamente explosivo) | Velocidad 732 m/s
- M416 Smoke | Velocidad 731 m/s
- M1204 Canister | Velocidad 1173 m/s

### Blindaje
El blindaje del casco de MMWT utiliza blindaje modular. Está categorizado como protección STANAG 4569 de nivel 4, lo que significa que el tanque puede soportar rondas AP de 14,5 × 114 mm a 200 m con una velocidad de 911 m/s. La parte inferior del tanque utiliza un casco en V, capaz de soportar 10 kg de AT mina debajo de las orugas y debajo del centro. Debido a la modularidad, la armadura se puede aumentar a protección de nivel 5 (soporta APDS-T de 25 mm a 500 m con una velocidad de 1258 m/s) sin aumentar el volumen del tanque, con el arco frontal capaz de soportar rondas de 30 mm.

### Movilidad
Prueba dinámica y de movilidad realizada del 7 al 16 de agosto de 2018 para probar el diseño de la especificación. El tanque utiliza un motor diésel Caterpillar C13 que genera 711 HP, junto con una transmisión Allison / Caterpillar X300. Durante la prueba, el tanque puede alcanzar los 78 km/h en velocidad en carretera. El prototipo es capaz de cruzar una zanja de 2 m y un obstáculo vertical de 0,9 m.

### Sistemas defensivos
La capacidad de supervivencia del MMWT se ha reforzado aún más. Se puede integrar un sistema modular de protección activa PULAT desarrollado por ASELSAN y TÜBİTAK SAGE. Esto asegura las capacidades defensivas del tanque contra proyectiles en todos los ángulos.

## Operadores

### Operadores futuros
- Indonesia: Se empiezan a producir 18 unidades. La primera unidad se entregará en 2020 y el resto se entregará en 2021.[9][10][11]

### Operadores potenciales
- Bangladés: Expresó interés en septiembre de 2018.[12][13]
- Brunéi: Expresó interés en noviembre de 2018.
- Ghana: Expresó interés en noviembre de 2019.[14]

### Operadores frutrados
- Filipinas: Expresó interés en septiembre de 2018.[15] Ya en agosto de 2020, el Departamento de Defensa Nacional (Filipinas) ha publicado un Aviso de adjudicación que favorece la variante ASCOD 2 MMBT de General Dynamics & Elbit Systems sobre el Tanque de peso medio moderno de FNSS Defense Systems & Pindad.[16][17]